# Alchemilla rugulosa
Alchemilla rugulosa é uma espécie de rosácea do gênero Alchemilla, pertencente à família Rosaceae.